# Ricardo Chavira
Ricardo Antonio Chavira  (Austin, Texas, Estados Unidos; 1 de septiembre de 1971) es un actor de cine, teatro y televisión estadounidense. Ganador de dos Premios del Sindicato de Actores en la categoría de mejor reparto en una serie de televisión de comedia. Conocido por su intervención en la serie de televisión Desperate Housewives (2004-2011), interpretando el personaje de Carlos Solis.
Interpreta a Abraham Quintanilla en la serie de Netflix Selena: la serie (2020).

## Biografía
Ricardo Antonio Chavira nació el 1 de septiembre de 1971 en San Antonio, Texas, Estados Unidos. Hijo de Juan Antonio Chavira, juez. Es descendiente de alemanes, mexicanos e irlandeses. Es zurdo. Se graduó en la Universidad del Verbo Encarnado y cursó un master en interpretación en la Universidad de California en San Diego. Se casó el 22 de septiembre de 2007 en una ceremonia secreta y sencilla, mientras iban vestidos con sus pijamas; su hijo Tomás, de cuatro años, fue el encargado de llevar las alianzas. Tuvieron otra hija, Belén Elysabeth Chavira, en 2008.

## Carrera
Su papel más destacado en cine ha sido en la película de  The Alamo (2004), protagonizada por Billy Bob Thornton, Dennis Quaid y Jason Patric. La película no funcionó en taquilla. Recaudó apenas 25 millones habiendo tenido más de 100 de presupuesto. Chavira, también ha aparecido habitualmente en series de televisión como The Grubbs (2002), Six Feet Under (2002) y The Division (2002), y apareció como "estrella invitada" en: Joan of Arcadia (2003), Monk (2007-2008), 24 (2002), JAG (2001-2003), NYPD Blue (2001) o Philly (2001). También apareció en el programa de ABC The George Lopez Show (2005). En cine también apareció brevemente en Piranha 3D (2010), protagonizada por Elisabeth Shue. La cinta recibió excelentes comentarios.
Su mejor personaje, por el que es conocido, es el de Carlos Solis en Desperate Housewives (2004-2012). Serie de televisión protagonizada por Teri Hatcher, Felicity Huffman, Marcia Cross y Eva Longoria emitida desde 2004. Ha recibido en dos ocasiones el Premio del Sindicato de Actores al mejor reparto por su participación en la serie. La ficción televisiva ha recibido grandes elogios de la crítica en general y ha cosechado índices de audiencia de hasta 119 millones de espectadores mundialmente.

## Premios
Premios del Sindicato de Actores
| Año  | Categoría                                          | Película               | Resultado |
| ---- | -------------------------------------------------- | ---------------------- | --------- |
| 2009 | Mejor reparto en una serie de televisión - Comedia | Desesperate Housewives | Candidato |
| 2008 | Mejor reparto en una serie de televisión - Comedia | Desesperate Housewives | Candidato |
| 2007 | Mejor reparto en una serie de televisión - Comedia | Desesperate Housewives | Candidato |
| 2006 | Mejor reparto en una serie de televisión - Comedia | Desesperate Housewives | Ganador   |
| 2005 | Mejor reparto en una serie de televisión - Comedia | Desesperate Housewives | Ganador   |